# Miconia collatata
Miconia collatata är en tvåhjärtbladig växtart som beskrevs av John Julius Wurdack. Miconia collatata ingår i släktet Miconia och familjen Melastomataceae. Inga underarter finns listade i Catalogue of Life.